# Serra de l'Albera
Serra de l'Albera är en bergskedja i Spanien, på gränsen till Frankrike. Den ligger i den östra delen av landet, 600 km öster om huvudstaden Madrid.
Serra de l'Albera sträcker sig 19,0 km i öst-västlig riktning. Den högsta toppen är Puig dels Pradets, 1 167 meter över havet.
Topografiskt ingår följande toppar i Serra de l'Albera:
- La Puja Grossa
- Pico Roureda
- Puig dels Pradets
- Puig dels Quatre Termes
- Puig d'Estela
- Sierra del Calse